# Next Generation ATP Finals 2023
Les Next Generation ATP Finals 2023 sont la 6e édition des Next Generation ATP Finals, qui réunit les huit meilleurs espoirs du tennis mondial (21 ans et moins) et se fonde sur le même modèle que le Masters de fin d'année. Il ne rapporte aucun point ATP.
La compétition se déroule pour la première fois au Stade Roi-Abdallah à Djeddah.

## Primes
| Tour                             | Prime     |
| -------------------------------- | --------- |
| Cumul pour le vainqueur invaincu | 514 000 $ |
| Pour la victoire en finale       | 153 000 $ |
| Pour la victoire en demi-finale  | 113 500 $ |
| Pour chaque match de poule gagné | 32 500 $  |
| Pour chaque participant          | 150 000 $ |
| Pour chaque remplaçant           | 15 000 $  |

## Faits marquants
Propice à l'expérimentation de nouvelles règles, le tournoi se déroule sans échauffement avant les matchs et avec huit secondes accordées entre deux services. Le temps entre chaque changement de côté est abaissé à 1 minute 30 au lieu de 2 minutes sur le circuit ATP.
Avant le tournoi, les deux joueurs en tête du classement Race, Carlos Alcaraz et Holger Rune renoncent à participer au tournoi, ces derniers étant déjà qualifiés pour le Masters. Ben Shelton et Lorenzo Musetti déclarent quant à eux forfait, le premier pour raison médicale et le second pour motif personnel. Les Italiens Flavio Cobolli et Luca Nardi, le Serbe Hamad Medjedović et le Jordanien Abdullah Shelbayh, qui bénéficie d'une wild card, sont donc qualifiés pour le tournoi.

### Lauréat
Le Serbe Hamad Medjedović, 111e mondial et 10e à la Race Next Gen crée la surprise en remportant le tournoi aux dépens du Français Arthur Fils qui faisait figure de favori.

## Résultats en simple

### Participants
| Ordre de qualification | Classement ATP | Classement ATP Race Next Gen | Meilleure performance | Joueur               | Résultat   | Âge |
| ---------------------- | -------------- | ---------------------------- | --------------------- | -------------------- | ---------- | --- |
| 1                      | 2              | 1                            | V (1)                 | Carlos Alcaraz       | Forfait    | 20  |
| 2                      | 8              | 2                            | RR (1)                | Holger Rune          | Forfait    | 20  |
| 3                      | 17             | 3                            | -                     | Ben Shelton          | Forfait    | 21  |
| 4                      | 27             | 4                            | RR (1)                | Lorenzo Musetti      | Forfait    | 21  |
| 5                      | 36             | 5                            | -                     | Arthur Fils          | Finaliste  | 19  |
| 6                      | 66             | 6                            | -                     | Luca Van Assche      | 1/2 finale | 19  |
| 7                      | 92             | 7                            | DF (1)                | Dominic Stricker     | 1/2 finale | 21  |
| 8                      | 94             | 8                            | -                     | Alex Michelsen       | Poules     | 19  |
| 9                      | 100            | 9                            | -                     | Flavio Cobolli       | Poules     | 21  |
| 10                     | 111            | 10                           | -                     | Hamad Medjedović     | Vainqueur  | 20  |
| 11                     | 118            | 11                           | -                     | Luca Nardi           | Poules     | 20  |
| 12                     | 187            | 26                           | -                     | Abdullah Shelbayh WC | Poules     | 20  |

### Remplaçants
| Classement ATP | Classement ATP Race Next Gen | Joueur          | Résultat | Âge |
| -------------- | ---------------------------- | --------------- | -------- | --- |
| 127            | 12                           | Luciano Darderi | -        | 21  |
| 128            | 13                           | Arthur Cazaux   | -        | 21  |

### Confrontations avant le Masters
| Joueur            | AF  | LV  | DS  | AM  | FC  | HM  | LN  | AS  | Total V/D | % victoires |
| ----------------- | --- | --- | --- | --- | --- | --- | --- | --- | --------- | ----------- |
| Arthur Fils       |     | 0-0 | 0-1 | 0-0 | 0-0 | 0-0 | 0-0 | 0-0 | 0-1       | 0 %         |
| Luca Van Assche   | 0-0 |     | 0-0 | 0-0 | 0-0 | 0-0 | 0-0 | 0-0 | 0-0       | 0 %         |
| Dominic Stricker  | 1-0 | 0-0 |     | 0-0 | 0-0 | 0-0 | 0-0 | 0-0 | 1-0       | 100 %       |
| Alex Michelsen    | 0-0 | 0-0 | 0-0 |     | 0-0 | 0-0 | 0-0 | 0-0 | 0-0       | 0 %         |
| Flavio Cobolli    | 0-0 | 0-0 | 0-0 | 0-0 |     | 0-0 | 0-0 | 0-0 | 0-0       | 0 %         |
| Hamad Medjedović  | 0-0 | 0-0 | 0-0 | 0-0 | 0-0 |     | 0-0 | 0-0 | 0-0       | 0 %         |
| Luca Nardi        | 0-0 | 0-0 | 0-0 | 0-0 | 0-0 | 0-0 |     | 0-0 | 0-0       | 0 %         |
| Abdullah Shelbayh | 0-0 | 0-0 | 0-0 | 0-0 | 0-0 | 0-0 | 0-0 |     | 0-0       | 0 %         |

### Phase de poules

#### Groupe Vert
- Arthur Fils (no 5)
- Dominic Stricker (no 7)
- Flavio Cobolli (no 9)
- Luca Nardi (no 11)

##### Résultats
| Date    | Vainqueur        | Vaincu           | Score                      | Durée      |
| ------- | ---------------- | ---------------- | -------------------------- | ---------- |
| 28 nov. | Arthur Fils      | Luca Nardi       | 2-4, 4-36, 4-2, 1-4, 4-2   | 2 h 03 min |
| 28 nov. | Flavio Cobolli   | Dominic Stricker | 4-2, 37-4, 4-1, 4-2        | 1 h 39 min |
| 29 nov. | Dominic Stricker | Luca Nardi       | 4-1, 4-1, 4-2              | 54 min     |
| 29 nov. | Arthur Fils      | Flavio Cobolli   | 4-1, 4-2, 4-2              | 1 h 01 min |
| 30 nov. | Luca Nardi       | Flavio Cobolli   | 31-4, 4-2, 4-31, 1-4, 4-33 | 2 h 13 min |
| 30 nov. | Arthur Fils      | Dominic Stricker | 4-2, 33-4, 4-2, 4-35       | 1 h 44 min |

##### Classement
| Rang poule | Classement ATP Race Next Gen | Joueur           | Match(s) G-P | Set(s) G-P | Jeux G-P |
| ---------- | ---------------------------- | ---------------- | ------------ | ---------- | -------- |
| 1          | 5                            | Arthur Fils      | 3-0          | 9-3        | 42-26    |
| 2          | 7                            | Dominic Stricker | 1-2          | 5-6        | 32-34    |
| 3          | 9                            | Flavio Cobolli   | 1-2          | 5-7        | 36-37    |
| 4          | 11                           | Luca Nardi       | 1-2          | 5-7        | 35-43    |

#### Groupe Rouge
- Luca Van Assche (no 6)
- Alex Michelsen (no 8)
- Hamad Medjedović (no 10)
- Abdullah Shelbayh WC (no 12)

##### Résultats
| Date    | Vainqueur         | Vaincu            | Score                       | Durée      |
| ------- | ----------------- | ----------------- | --------------------------- | ---------- |
| 28 nov. | Luca Van Assche   | Abdullah Shelbayh | 4-35, 35-4, 4-1, 4-1        | 1 h 54 min |
| 28 nov. | Hamad Medjedović  | Alex Michelsen    | 4-2, 4-33, 33-4, 35-4, 4-34 | 2 h 31 min |
| 29 nov. | Hamad Medjedović  | Luca Van Assche   | 4-2, 2-4, 4-37, 4-1         | 1 h 48 min |
| 29 nov. | Abdullah Shelbayh | Alex Michelsen    | 4-2, 1-4, 4-0, 4-0          | 1 h 7 min  |
| 30 nov. | Luca Van Assche   | Alex Michelsen    | 4-3, 34-4, 34-4, 4-1, 4-36  | 2 h 36 min |
| 30 nov. | Hamad Medjedović  | Abdullah Shelbayh | 36-4, 4-2, 4-35, 4-2        | 1 h 33 min |

##### Classement
| Rang poule | Classement ATP Race Next Gen | Joueur            | Match(s) G-P | Set(s) G-P | Jeux G-P |
| ---------- | ---------------------------- | ----------------- | ------------ | ---------- | -------- |
| 1          | 10                           | Hamad Medjedović  | 3-0          | 9-4        | 47-37    |
| 2          | 6                            | Luca Van Assche   | 2-1          | 7-5        | 43-38    |
| 3          | 12                           | Abdullah Shelbayh | 1-2          | 5-7        | 33-33    |
| 4          | 8                            | Alex Michelsen    | 0-3          | 5-9        | 37-49    |

### Phase finale
|  |                   |                   |            |            |            |            |                 |                 |            |                  |            |            |            |        |        |        |
|  | 1/2 finale        | 1/2 finale        | 1/2 finale | 1/2 finale | 1/2 finale | 1/2 finale | 1/2 finale      |                 |            | Finale           | Finale     | Finale     | Finale     | Finale | Finale | Finale |
|  | 1er décembre 2023 | 1er décembre 2023 | 1 h 37 min | 1 h 37 min | 1 h 37 min | 1 h 37 min | 1 h 37 min      |                 |            |                  |            |            |            |        |        |        |
|  | 1er décembre 2023 | 1er décembre 2023 | 1 h 37 min | 1 h 37 min | 1 h 37 min | 1 h 37 min | 1 h 37 min      |                 |            |                  |            |            |            |        |        |        |
|  | Arthur Fils       | (5)               | 2          | 4          | 4          | 4          |                 |                 |            |                  |            |            |            |        |        |        |
|  | Arthur Fils       | (5)               | 2          | 4          | 4          | 4          | 2 décembre 2023 | 2 décembre 2023 | 2 h 11 min | 2 h 11 min       | 2 h 11 min | 2 h 11 min | 2 h 11 min |        |        |        |
|  | Luca Van Assche   | (6)               | 4          | 1          | 31         | 36         | 2 décembre 2023 | 2 décembre 2023 | 2 h 11 min | 2 h 11 min       | 2 h 11 min | 2 h 11 min | 2 h 11 min |        |        |        |
|  | Luca Van Assche   | (6)               | 4          | 1          | 31         | 36         | Arthur Fils     | (5)             | 4          | 1                | 2          | 4          | 1          |        |        |        |
|  | 1er décembre 2023 | 1er décembre 2023 | 0 h 34 min | 0 h 34 min | 0 h 34 min | 0 h 34 min | 0 h 34 min      | (5)             | 4          | 1                | 2          | 4          | 1          |        |        |        |
|  | 1er décembre 2023 | 1er décembre 2023 | 0 h 34 min | 0 h 34 min | 0 h 34 min | 0 h 34 min | 0 h 34 min      |                 |            | Hamad Medjedović | (10)       | 36         | 4          | 4      | 39     | 4      |
|  | Hamad Medjedović  | (10)              | 4          | 2          |            |            |                 |                 |            | Hamad Medjedović | (10)       | 36         | 4          | 4      | 39     | 4      |
|  | Hamad Medjedović  | (10)              | 4          | 2          |            |            |                 |                 |            |                  |            |            |            |        |        |        |
|  | Dominic Stricker  | (7)               | 35         | 1ab.       |            |            |                 |                 |            |                  |            |            |            |        |        |        |
|  | Dominic Stricker  | (7)               | 35         | 1ab.       |            |            |                 |                 |            |                  |            |            |            |        |        |        |

### Classement final
| Résultat       | Classement ATP Race Next Gen | Joueur            | Match(s) G-P | Set(s) G-P | Jeux G-P |
| -------------- | ---------------------------- | ----------------- | ------------ | ---------- | -------- |
| Vainqueur      | 10                           | Hamad Medjedović  | 5-0          | 14-6       | 71-53    |
| Finaliste      | 5                            | Arthur Fils       | 4-1          | 12-9       | 68-55    |
| Demi-finaliste | 6                            | Luca Van Assche   | 2-2          | 8-8        | 54-52    |
| Demi-finaliste | 7                            | Dominic Stricker  | 1-3          | 5-8        | 36-40    |
| Poules         | 12                           | Abdullah Shelbayh | 1-2          | 5-7        | 33-33    |
| Poules         | 9                            | Flavio Cobolli    | 1-2          | 5-7        | 36-37    |
| Poules         | 11                           | Luca Nardi        | 1-2          | 5-7        | 35-43    |
| Poules         | 8                            | Alex Michelsen    | 0-3          | 5-9        | 37-49    |